# (173086) Nirée
(173086) Nirée, désignation internationale (173086) Nireus, est un astéroïde troyen jovien.

## Description
(173086) Nirée est un astéroïde troyen jovien, camp grec, c'est-à-dire situé au point de Lagrange L4 du système Soleil-Jupiter. Il présente une orbite caractérisée par un demi-grand axe de 5,129 UA, une excentricité de 0,096 et une inclinaison de 17,5° par rapport à l'écliptique.
Il est nommé en référence au personnage de la mythologie grecque Nirée, acteur du conflit légendaire de la guerre de Troie.

## Compléments